# Place Nattier
La place Nattier est une voie située dans le quartier des Grandes-Carrières du 18e arrondissement de Paris.

## Origine du nom

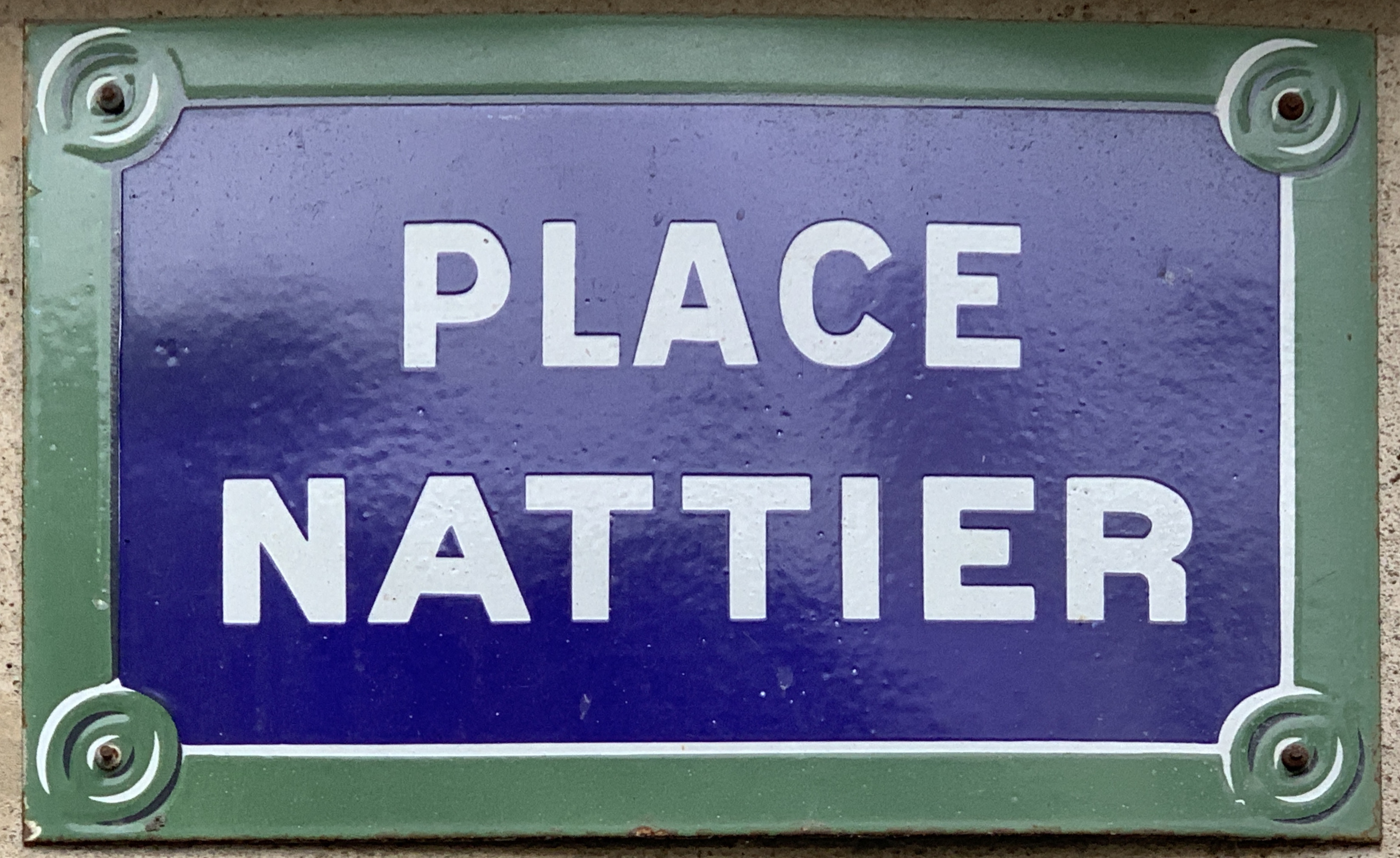
Plaque de la place.

Elle porte le nom du portraitiste Jean-Marc Nattier (1685-1766).

## Historique
La place est créée et prend sa dénomination actuelle par un arrêté du 10 février 1937 sur l'emprise d'une partie de la rue Félix-Ziem.